# روني لانغ
روني لانغ (بالإنجليزية: Ronnie Lang)‏ هو عازف جاز أمريكي، ولد في 24 يوليو 1929 في شيكاغو في الولايات المتحدة.

## وصلات خارجية
- روني لانغ على موقع ميوزك برينز (الإنجليزية)
- روني لانغ على موقع ديسكوغز (الإنجليزية)